# Castillo de Batel
El castillo de Batel es un palacio ubicado en el municipio de Curitiba, Brasil. Declarado patrimonio cultural del estado de Paraná.

## Historia
En 1923, el rico cafetero y cónsul honorario de los Países Bajos, Luís Guimarães, adquirió un área de 10 500 m² a las familias Gomm y Whithers y a la Mitra Diocesana, encargándole al arquitecto Eduardo Fernando Chaves "una residencia similar a algunas de las más magníficas que he visto...", como él mismo declaró a Patrimônio do Paraná. Su diseño, inspirado en los castillos franceses de la región del Loira en Francia, fue el resultado de los viajes que Guimarães y el ingeniero Eduardo Carvalho Chaves realizaron a Europa. La construcción se inició en 1924 y sólo se completó cuatro años después, debido a las dificultades para ejecutar los detalles de acabado y al uso de una amplia gama de materiales y piezas importadas de Europa.
En 2003 se inició el proceso de restauración y ampliación, y actualmente alberga un centro de eventos. El proyecto desarrollado por el arquitecto Humberto Fogassa propuso la construcción de una sala de 659 metros cuadrados y la restauración del edificio original, a partir de la recopilación de datos de documentación, registros, fichas, dibujos, iconografía y la dimensión del sitio.